# Capi di governo della Francia
Questa pagina contiene l'elenco dei capi di Governo della Francia, dal 1598 ad oggi.
Nel corso del tempo, essi hanno portato titoli diversi:
- 1598-1791: sotto la monarchia, il ministro più influente del governo, che ne assumeva de facto la direzione, era designato con il titolo ufficioso di «Principale ministro di Stato» (in francese Principal ministre d'État);
- 1815-1849: con la Restaurazione, fu introdotto il titolo di «Presidente del Consiglio dei ministri» (in francese Président du Conseil des ministres), che fu mantenuto fino alla seconda repubblica;
- 1871-1940: con la terza repubblica, uno dei ministri portava inizialmente il titolo, semi-ufficiale, di «Vicepresidente del Consiglio dei ministri», quindi dal 1876 di «Presidente del Consiglio dei ministri», benché fosse, in effetti, il presidente della Repubblica a presiedere i consigli dei ministri;
- 1940-1944: sotto il regime di Vichy, fu utilizzato prima il titolo di «vicepresidente del Consiglio dei ministri», poi quello di «capo del governo» (in francese Chef du gouvernement);
- 1947-1959: il titolo di «Presidente del Consiglio dei ministri» venne finalmente incluso nella costituzione della quarta Repubblica nel 1946, proprio al fine di rafforzare quella posizione;
- 1959-oggi: esso venne sostituito con il titolo di «Primo ministro» (in francese Premier ministre), con la costituzione della quinta repubblica, nel 1959.

## Capi-ministro della Francia dei Borbone (1598-1791)
| Ritratto            | Nome                                          | Governo         | Governo         | Sovrano                             |
| Ritratto            | Nome                                          | Inizio          | Fine            | Sovrano                             |
| ------------------- | --------------------------------------------- | --------------- | --------------- | ----------------------------------- |
|                     | Massimiliano di Béthune                       | 1598            | 1611            | Enrico IV 1589-1610                 |
|                     | Nicola IV di Neufville                        | 1611            | 1614            | Reggente Maria de' Medici 1610-1617 |
|                     | Concino Concini                               | 1616            | 1617            | Reggente Maria de' Medici 1610-1617 |
|                     | Cardinale Armand-Jean du Plessis de Richelieu | 12 agosto 1624  | 4 dicembre 1642 | Luigi XIII 1617-1643                |
|                     | Cardinale Giulio Mazzarino                    | 4 dicembre 1642 | 9 marzo 1661    | Reggente Anna d'Austria 1643-1651   |
| Luigi XIV 1651-1715 | Cardinale Giulio Mazzarino                    | 4 dicembre 1642 | 9 marzo 1661    |                                     |

Luigi XIV governò senza un ministro-capo, sin da dopo la morte di Mazzarino. Dopo la morte del Re Sole, suo nipote Filippo II, duca d'Orléans, reggente per Luigi XV, diresse personalmente il governo, sino a quando egli stesso nominò un primo ministro, nel 1718.
| Ritratto | Nome                                                          | Governo           | Governo         | Sovrano                                    |
| Ritratto | Nome                                                          | Inizio            | Fine            | Sovrano                                    |
| -------- | ------------------------------------------------------------- | ----------------- | --------------- | ------------------------------------------ |
|          | Cardinale Guillaume Dubois                                    | 24 settembre 1718 | 10 agosto 1723  | Reggente Filippo, Duca d'Orléans 1715-1723 |
|          | Filippo II di Borbone-Orléans (dopo aver rimesso la reggenza) | 10 agosto 1723    | 2 dicembre 1723 | Luigi XV 1723-1774                         |
|          | Luigi-Enrico di Borbone-Condé                                 | 2 dicembre 1723   | 11 giugno 1726  | Luigi XV 1723-1774                         |
|          | Cardinale André-Hercule de Fleury                             | 11 giugno 1726    | 29 gennaio 1743 | Luigi XV 1723-1774                         |

Alla morte del Fleury, Luigi XV, ad imitazione del bisnonno, prese direttamente nelle proprie mani la direzione del governo. Salvo mutare atteggiamento nel 1758.
| Ritratto | Nome                                                   | Governo          | Governo          | Sovrano             |
| Ritratto | Nome                                                   | Inizio           | Fine             | Sovrano             |
| -------- | ------------------------------------------------------ | ---------------- | ---------------- | ------------------- |
|          | Étienne François, duca de Choiseul                     | 3 dicembre 1758  | 24 dicembre 1770 | Luigi XV 1723-1774  |
|          | René Nicolas de Maupeou                                | 24 dicembre 1770 | 14 maggio 1774   | Luigi XV 1723-1774  |
|          | Jean-Frédéric Phélypeaux, conte di Maurepas            | 14 maggio 1774   | 21 novembre 1781 | Luigi XVI 1774-1792 |
|          | Charles Gravier, conte di Vergennes                    | 21 novembre 1781 | 13 febbraio 1787 | Luigi XVI 1774-1792 |
|          | Étienne-Charles de Loménie de Brienne                  | 13 febbraio 1787 | 25 agosto 1788   | Luigi XVI 1774-1792 |
|          | Jacques Necker                                         | 25 agosto 1788   | 11 luglio 1789   | Luigi XVI 1774-1792 |
|          | Louis Charles Auguste Le Tonnelier, barone di Breteuil | 11 luglio 1789   | 16 luglio 1789   | Luigi XVI 1774-1792 |
|          | Jacques Necker                                         | 16 luglio 1789   | 3 settembre 1790 | Luigi XVI 1774-1792 |
|          | Armand Marc, conte di Montmorin-Saint-Hérem            | 3 settembre 1790 | 29 novembre 1791 | Luigi XVI 1774-1792 |

## 1792-1815
Nel corso degli anni della Rivoluzione francese e del Primo impero, i metodi di governo cambiarono frequentemente e non vi fu alcuna carica di capo del governo.

## Presidenti del Consiglio sotto la Restaurazione francese
| Ritratto          | Ritratto | Nome                                                      | Mandato           | Mandato           | Partito       | Sovrano               |
| Ritratto          | Ritratto | Nome                                                      | Inizio            | Fine              | Partito       | Sovrano               |
| ----------------- | -------- | --------------------------------------------------------- | ----------------- | ----------------- | ------------- | --------------------- |
|                   |          | Charles Maurice de Talleyrand-Périgord                    | 9 luglio 1815     | 26 settembre 1815 | Indipendente  | Luigi XVIII 1815-1824 |
|                   |          | Armand Emmanuel de Vignerot du Plessis, duca di Richelieu | 26 settembre 1815 | 29 dicembre 1818  | Indipendente  | Luigi XVIII 1815-1824 |
|                   |          | Jean Joseph Dessolles                                     | 29 dicembre 1818  | 19 novembre 1819  | Indipendente  | Luigi XVIII 1815-1824 |
|                   |          | Élie, conte Decazes                                       | 19 novembre 1819  | 20 febbraio 1820  | Dottrinario   | Luigi XVIII 1815-1824 |
|                   |          | Armand Emmanuel de Vignerot du Plessis, duca di Richelieu | 20 febbraio 1820  | 14 dicembre 1821  | Indipendente  | Luigi XVIII 1815-1824 |
|                   |          | Jean-Baptiste Guillaume Joseph, conte di Villèle          | 14 dicembre 1821  | 4 gennaio 1828    | Ultrarealista | Luigi XVIII 1815-1824 |
| Carlo X 1824-1830 |          | Jean-Baptiste Guillaume Joseph, conte di Villèle          | 14 dicembre 1821  | 4 gennaio 1828    | Ultrarealista |                       |
|                   |          | Jean-Baptiste Gaye, visconte di Martignac                 | 4 gennaio 1828    | 8 agosto 1829     | Dottrinario   |                       |
|                   |          | Jules, principe di Polignac                               | 8 agosto 1829     | 29 luglio 1830    | Ultrarealista |                       |

## Presidenti del Consiglio durante la monarchia di luglio
| Ritratto | Ritratto | Nome                                         | Mandato           | Mandato           | Partito      | Sovrano                   |
| Ritratto | Ritratto | Nome                                         | Inizio            | Fine              | Partito      | Sovrano                   |
| -------- | -------- | -------------------------------------------- | ----------------- | ----------------- | ------------ | ------------------------- |
|          |          | Victor, Duca di Broglie                      | 13 agosto 1830    | 2 novembre 1830   | Orleanista   | Luigi Filippo I 1830-1848 |
|          |          | Jacques Laffitte                             | 2 novembre 1830   | 13 marzo 1831     | Orleanista   | Luigi Filippo I 1830-1848 |
|          |          | Casimir Pierre Périer                        | 13 marzo 1831     | 16 maggio 1832    | Orleanista   | Luigi Filippo I 1830-1848 |
|          |          | Nicolas Jean de Dieu Soult, Duca di Dalmazia | 11 ottobre 1832   | 18 luglio 1834    | Indipendente | Luigi Filippo I 1830-1848 |
|          |          | Étienne Maurice Gérard                       | 18 luglio 1834    | 10 novembre 1834  | Indipendente | Luigi Filippo I 1830-1848 |
|          |          | Hugues-Bernard Maret                         | 10 novembre 1834  | 18 novembre 1834  | Indipendente | Luigi Filippo I 1830-1848 |
|          |          | Edouard Mortier, Duca di Treviso             | 18 novembre 1834  | 12 marzo 1835     | Indipendente | Luigi Filippo I 1830-1848 |
|          |          | Victor, Duca di Broglie                      | 12 marzo 1835     | 22 febbraio 1836  | Orleanista   | Luigi Filippo I 1830-1848 |
|          |          | Adolphe Thiers                               | 22 febbraio 1836  | 6 settembre 1836  | Orleanista   | Luigi Filippo I 1830-1848 |
|          |          | Louis Mathieu Molé                           | 6 settembre 1836  | 31 marzo 1839     | Orleanista   | Luigi Filippo I 1830-1848 |
|          |          | Nicolas Jean de Dieu Soult, Duca di Dalmazia | 12 maggio 1839    | 1º marzo 1840     | Indipendente | Luigi Filippo I 1830-1848 |
|          |          | Adolphe Thiers                               | 1º marzo 1840     | 29 ottobre 1840   | Orleanista   | Luigi Filippo I 1830-1848 |
|          |          | Nicolas Jean de Dieu Soult, Duca di Dalmazia | 29 ottobre 1840   | 19 settembre 1847 | Indipendente | Luigi Filippo I 1830-1848 |
|          |          | François Guizot                              | 19 settembre 1847 | 23 febbraio 1848  | Orleanista   | Luigi Filippo I 1830-1848 |
|          |          | Louis Mathieu Molé                           | 23 febbraio 1848  | 24 febbraio 1848  | Orleanista   | Luigi Filippo I 1830-1848 |
|          |          | Adolphe Thiers                               | 24 febbraio 1848  | 24 febbraio 1848  | Orleanista   | Luigi Filippo I 1830-1848 |

## Presidenti del Consiglio della Seconda Repubblica
| Ritratto | Ritratto | Nome                                                                      | Mandato          | Mandato          | Partito             | Presidente                                                   |
| Ritratto | Ritratto | Nome                                                                      | Inizio           | Fine             | Partito             | Presidente                                                   |
| -------- | -------- | ------------------------------------------------------------------------- | ---------------- | ---------------- | ------------------- | ------------------------------------------------------------ |
|          |          | Jacques-Charles Dupont de l'Eure                                          | 24 febbraio 1848 | 9 maggio 1848    | Repubblicano        | Nessuno (Loro stessi in quanto capi del governo provvisorio) |
|          |          | François Arago                                                            | 10 maggio 1848   | 24 giugno 1848   | Repubblicano        | Nessuno (Loro stessi in quanto capi del governo provvisorio) |
|          |          | Louis-Eugène Cavaignac                                                    | 28 giugno 1848   | 20 dicembre 1848 | Repubblicano        | Nessuno (Loro stessi in quanto capi del governo provvisorio) |
|          |          | Odilon Barrot                                                             | 20 dicembre 1848 | 31 ottobre 1849  | Partito dell'Ordine | Louis-Napoléon Bonaparte 1848-1852                           |
|          |          | Alphonse Henri, Conte d'Hautpoul                                          | 31 ottobre 1849  | 10 aprile 1851   | Partito dell'Ordine | Louis-Napoléon Bonaparte 1848-1852                           |
|          |          | Léon Faucher                                                              | 10 aprile 1851   | 2 dicembre 1851  | Partito dell'Ordine | Louis-Napoléon Bonaparte 1848-1852                           |
|          |          | Nessuno (Governo presieduto direttamente dal Presidente della Repubblica) | 2 dicembre 1851  | 2 dicembre 1852  | Bonapartista        | Louis-Napoléon Bonaparte 1848-1852                           |

## Capi del Gabinetto durante il Secondo Impero
| Ritratto | Nome                                                      | Mandato         | Mandato          | Partito      | Imperatore              |
| Ritratto | Nome                                                      | Inizio          | Fine             | Partito      | Imperatore              |
| -------- | --------------------------------------------------------- | --------------- | ---------------- | ------------ | ----------------------- |
|          | Nessuno (Governo presieduto direttamente dall'Imperatore) | 2 dicembre 1852 | 2 gennaio 1870   |              | Napoleone III 1852-1870 |
|          | Émile Ollivier                                            | 2 gennaio 1870  | 9 agosto 1870    | Indipendente | Napoleone III 1852-1870 |
|          | Charles Cousin-Montauban, conte di Palikao                | 9 agosto 1870   | 4 settembre 1870 | Militare     | Napoleone III 1852-1870 |

## Presidente del Governo di Difesa Nazionale
| Ritratto | Nome               | Mandato          | Mandato          | Partito  | Capo di Stato                                   |
| Ritratto | Nome               | Inizio           | Fine             | Partito  | Capo di Stato                                   |
| -------- | ------------------ | ---------------- | ---------------- | -------- | ----------------------------------------------- |
|          | Louis-Jules Trochu | 4 settembre 1870 | 18 febbraio 1871 | Militare | Nessuno (Lui stesso in quanto capo del governo) |

## Presidenti del Consiglio della Terza Repubblica
| Ritratto      | Ritratto                      | Nome                     | Mandato                 | Mandato       | Partito                  | Governo                  | Governo                                  | Legislatura                       | Presidente                           |
| Ritratto      | Ritratto                      | Nome                     | Inizio                  | Fine          | Partito                  | Governo                  | Governo                                  | Legislatura                       | Presidente                           |
| ------------- | ----------------------------- | ------------------------ | ----------------------- | ------------- | ------------------------ | ------------------------ | ---------------------------------------- | --------------------------------- | ------------------------------------ |
|               |                               | Jules-Armand Dufaure     | 1871                    | 1873          | Centro-Sinistra          | Dufaure I                | Monarchici-Moderati-Liberali             | Assemblea Nazionale (1871)        | Adolphe Thiers 1871–1873             |
| Dufaure II    | Moderati-Liberali             | Jules-Armand Dufaure     | 1871                    | 1873          | Centro-Sinistra          |                          |                                          | Assemblea Nazionale (1871)        | Adolphe Thiers 1871–1873             |
|               |                               | Albert de Broglie        | 1873                    | 1874          | Orleanista               | de Broglie I             | Monarchici                               | Assemblea Nazionale (1871)        | Patrice de Mac-Mahon 1873–1879       |
| de Broglie II |                               | Albert de Broglie        | 1873                    | 1874          | Orleanista               |                          | Monarchici                               | Assemblea Nazionale (1871)        | Patrice de Mac-Mahon 1873–1879       |
|               |                               | Ernest Courtot de Cissey | 1874                    | 1875          | Indipendente             | de Cissey                | Monarchici                               | Assemblea Nazionale (1871)        | Patrice de Mac-Mahon 1873–1879       |
|               |                               | Louis Buffet             | 1875                    | 1876          | Monarchico moderato      | Buffet                   | Monarchici                               | Assemblea Nazionale (1871)        | Patrice de Mac-Mahon 1873–1879       |
|               |                               | Jules-Armand Dufaure     | 1876                    | 1876          | Centro-Sinistra          | Dufaure III              | Moderati-Liberali                        | Assemblea Nazionale (1871)        | Patrice de Mac-Mahon 1873–1879       |
| Dufaure IV    | Repubblicani                  | Jules-Armand Dufaure     | 1876                    | 1876          | Centro-Sinistra          |                          |                                          | Assemblea Nazionale (1871)        | Patrice de Mac-Mahon 1873–1879       |
|               |                               | Jules Simon              | 1876                    | 1877          | Sinistra Repubblicana    | Simon                    | Repubblicani                             | I (1876)                          | Patrice de Mac-Mahon 1873–1879       |
|               |                               | Albert de Broglie        | 1877                    | 1877          | Orleanista               | de Broglie III           | Conservatori                             | I (1876)                          | Patrice de Mac-Mahon 1873–1879       |
|               |                               | Gaëtan de Rochebouët     | 1877                    | 1877          | Legittimista             | de Rochebouët            |                                          | II (1877)                         | Patrice de Mac-Mahon 1873–1879       |
|               |                               | Jules-Armand Dufaure     | 1877                    | 1879          | Centro-Sinistra          | Dufaure V                | Unione Repubblicana                      | II (1877)                         | Patrice de Mac-Mahon 1873–1879       |
|               |                               | William Henry Waddington | 1879                    | 1879          | Centro-Sinistra          | Waddington               | Moderati                                 | II (1877)                         | Jules Grévy 1879–1887                |
|               |                               | Charles de Freycinet     | 1879                    | 1880          | Unione Repubblicana      | de Freycinet I           | Unione Repubblicana                      | II (1877)                         | Jules Grévy 1879–1887                |
|               |                               | Jules Ferry              | 1880                    | 1881          | Sinistra Repubblicana    | Ferry I                  | Unione Repubblicana                      | II (1877)                         | Jules Grévy 1879–1887                |
|               |                               | Léon Gambetta            | 1881                    | 1882          | Unione Repubblicana      | Gambetta                 | Repubblicani                             | III (1881)                        | Jules Grévy 1879–1887                |
|               |                               | Charles de Freycinet     | 1882                    | 1882          | Unione Repubblicana      | de Freycinet II          | Unione Repubblicana                      | III (1881)                        | Jules Grévy 1879–1887                |
|               |                               | Charles Duclerc          | 1882                    | 1883          | Indipendente             | Duclerc                  | Unione Repubblicana                      | III (1881)                        | Jules Grévy 1879–1887                |
|               |                               | Armand Fallières         | 1883                    | 1883          | Unione Repubblicana      | Fallières                | Unione Repubblicana                      | III (1881)                        | Jules Grévy 1879–1887                |
|               |                               | Jules Ferry              | 1883                    | 1885          | Sinistra Repubblicana    | Ferry II                 | Repubblicani                             | III (1881)                        | Jules Grévy 1879–1887                |
|               |                               | Henri Brisson            | 1885                    | 1886          | Unione Repubblicana      | Brisson I                | Repubblicani                             | III (1881)                        | Jules Grévy 1879–1887                |
|               |                               | Charles de Freycinet     | 1886                    | 1886          | Moderato                 | de Freycinet III         | Repubblicani                             | IV (1885)                         | Jules Grévy 1879–1887                |
|               |                               | René Goblet              | 1886                    | 1887          | Indipendente             | Goblet                   | Repubblicani                             | IV (1885)                         | Jules Grévy 1879–1887                |
|               |                               | Maurice Rouvier          | 1887                    | 1887          | Moderato                 | Rouvier I                | Moderati                                 | IV (1885)                         | Jules Grévy 1879–1887                |
|               |                               | Pierre Tirard            | 1887                    | 1888          | Indipendente             | Tirard I                 | Repubblicani                             | IV (1885)                         | Marie François Sadi Carnot 1887–1894 |
|               |                               | Charles Floquet          | 1888                    | 1889          | Radicale                 | Floquet                  | Repubblicani                             | IV (1885)                         | Marie François Sadi Carnot 1887–1894 |
|               |                               | Pierre Tirard            | 1889                    | 1890          | Indipendente             | Tirard II                | Repubblicani                             | IV (1885)                         | Marie François Sadi Carnot 1887–1894 |
|               |                               | Charles de Freycinet     | 1890                    | 1892          | Moderato                 | de Freycinet IV          | Repubblicani                             | V (1889)                          | Marie François Sadi Carnot 1887–1894 |
|               |                               | Émile Loubet             | 1892                    | 1892          | Moderato                 | Loubet                   | Repubblicani                             | V (1889)                          | Marie François Sadi Carnot 1887–1894 |
|               |                               | Alexandre Ribot          | 1892                    | 1893          | Moderato                 | Ribot I                  | Repubblicani                             | V (1889)                          | Marie François Sadi Carnot 1887–1894 |
| Ribot II      |                               | Alexandre Ribot          | 1892                    | 1893          | Moderato                 |                          | Repubblicani                             | V (1889)                          | Marie François Sadi Carnot 1887–1894 |
|               |                               | Charles Dupuy            | 1893                    | 1893          | Moderato                 | Dupuy I                  | Repubblicani                             | V (1889)                          | Marie François Sadi Carnot 1887–1894 |
|               |                               | Jean Casimir-Perier      | 1893                    | 1894          | Moderato                 | Casimir-Perier           | Moderati                                 | VI (1893)                         | Marie François Sadi Carnot 1887–1894 |
|               |                               | Charles Dupuy            | 1894                    | 1895          | Moderato                 | Dupuy II                 | Moderati                                 | VI (1893)                         | Marie François Sadi Carnot 1887–1894 |
| Dupuy III     | Jean Casimir-Perier 1894–1895 | Charles Dupuy            | 1894                    | 1895          | Moderato                 |                          | Moderati                                 | VI (1893)                         |                                      |
|               |                               | Alexandre Ribot          | 1895                    | 1895          | Moderato                 | Ribot III                | Moderati                                 | VI (1893)                         | Félix Faure 1895–1899                |
|               |                               | Léon Bourgeois           | 1895                    | 1896          | Radicale                 | Bourgeois                | Repubblicani                             | VI (1893)                         | Félix Faure 1895–1899                |
|               |                               | Jules Méline             | 1896                    | 1898          | Moderato                 | Méline                   | Moderati                                 | VI (1893)                         | Félix Faure 1895–1899                |
|               |                               | Henri Brisson            | 1898                    | 1898          | Moderato                 | Brisson II               | Repubblicani                             | VII (1898)                        | Félix Faure 1895–1899                |
|               |                               | Charles Dupuy            | 1898                    | 1899          | Moderato                 | Dupuy IV                 | Repubblicani                             | VII (1898)                        | Félix Faure 1895–1899                |
| Dupuy V       | Émile Loubet 1899–1906        | Charles Dupuy            | 1898                    | 1899          | Moderato                 |                          | Repubblicani                             | VII (1898)                        |                                      |
|               | Émile Loubet 1899–1906        |                          | Pierre Waldeck-Rousseau | 1899          | 1902                     | Moderato, poi ARD        | Waldeck-Rousseau                         | VII (1898)                        | Unione nazionale ARD-RRRS-RI-SI      |
|               | Émile Loubet 1899–1906        |                          | Émile Combes            | 1902          | 1905                     | Partito Radicale         | Combes                                   | Blocco delle Sinistre ARD-RRRS-RI | VIII (1902)                          |
|               | Émile Loubet 1899–1906        |                          | Maurice Rouvier         | 1905          | 1906                     | ARD                      | Rouvier II                               | Blocco delle Sinistre ARD-RRRS-RI | VIII (1902)                          |
| Rouvier III   | Armand Fallières 1906–1913    |                          | Maurice Rouvier         | 1905          | 1906                     | ARD                      |                                          | Blocco delle Sinistre ARD-RRRS-RI | VIII (1902)                          |
|               | Armand Fallières 1906–1913    |                          | Ferdinand Sarrien       | 1906          | 1906                     | Partito Radicale         | Sarrien                                  | Blocco delle Sinistre ARD-RRRS-RI | VIII (1902)                          |
|               | Armand Fallières 1906–1913    |                          | Georges Clemenceau      | 1906          | 1909                     | Indipendente di destra   | Clemenceau I                             | Sinistra ARD-RRRS-RI              | IX (1906)                            |
|               | Armand Fallières 1906–1913    |                          | Aristide Briand         | 1909          | 1911                     | PRS                      | Briand I                                 | Sinistra ARD-RRRS-RI-SI           | IX (1906)                            |
| Briand II     | Armand Fallières 1906–1913    | Sinistra PRD-RRRS-RI-PRS | Aristide Briand         | 1909          | 1911                     | PRS                      |                                          |                                   | IX (1906)                            |
|               | Armand Fallières 1906–1913    |                          | Ernest Monis            | 1911          | 1911                     | Partito Radicale         | Monis                                    | Sinistra PRD-RRRS-RI-PRS          | X (1910)                             |
|               | Armand Fallières 1906–1913    |                          | Joseph Caillaux         | 1911          | 1912                     | Partito Radicale         | Caillaux                                 | Sinistra PRD-RRRS-RI-PRS          | X (1910)                             |
|               | Armand Fallières 1906–1913    |                          | Raymond Poincaré        | 1912          | 1913                     | PRD                      | Poincaré I                               | Sinistra PRD-RRRS-RI-PRS          | X (1910)                             |
|               | Armand Fallières 1906–1913    |                          | Aristide Briand         | 1913          | 1913                     | PRS                      | Briand III                               | Sinistra PRD-RRRS-RI-PRS          | X (1910)                             |
| Briand IV     | Raymond Poincaré 1913–1920    |                          | Aristide Briand         | 1913          | 1913                     | PRS                      |                                          | Sinistra PRD-RRRS-RI-PRS          | X (1910)                             |
|               | Raymond Poincaré 1913–1920    |                          | Louis Barthou           | 1913          | 1913                     | PRD                      | Barthou                                  | Sinistra PRD-RRRS-RI-PRS          | X (1910)                             |
|               | Raymond Poincaré 1913–1920    |                          | Gaston Doumergue        | 1913          | 1914                     | Partito Radicale         | Doumergue I                              | Sinistra PRD-RRRS-RI-PRS          | X (1910)                             |
|               | Raymond Poincaré 1913–1920    |                          | Alexandre Ribot         | 1914          | 1914                     | PRD                      | Ribot IV                                 | Sinistra PRD-RRRS-RI-PRS          | XI (1914)                            |
|               | Raymond Poincaré 1913–1920    |                          | René Viviani            | 1914          | 1915                     | PRS                      | Viviani I                                | Sinistra PRD-RRRS-RI-PRS          | XI (1914)                            |
| Viviani II    | Raymond Poincaré 1913–1920    | Unione Sacra             | René Viviani            | 1914          | 1915                     | PRS                      |                                          |                                   | XI (1914)                            |
|               | Raymond Poincaré 1913–1920    |                          | Aristide Briand         | 1915          | 1917                     | PRS                      | Briand V                                 | Unione Sacra                      | XI (1914)                            |
| Briand VI     | Raymond Poincaré 1913–1920    |                          | Aristide Briand         | 1915          | 1917                     | PRS                      |                                          | Unione Sacra                      | XI (1914)                            |
|               | Raymond Poincaré 1913–1920    |                          | Alexandre Ribot         | 1917          | 1917                     | ARD                      | Ribot V                                  | Unione Sacra                      | XI (1914)                            |
|               | Raymond Poincaré 1913–1920    |                          | Paul Painlevé           | 1917          | 1917                     | PRS                      | Painlevé I                               | Unione Sacra                      | XI (1914)                            |
|               | Raymond Poincaré 1913–1920    |                          | Georges Clemenceau      | 1917          | 1920                     | Indipendente di destra   | Clemenceau II                            | Unione Sacra                      | XI (1914)                            |
|               | Raymond Poincaré 1913–1920    |                          | Alexandre Millerand     | 1920          | 1920                     | Indipendente di destra   | Millerand I                              | Blocco Nazionale ARD-RI-FR        | XII (1919)                           |
| Millerand II  | Paul Deschanel 1920           |                          | Alexandre Millerand     | 1920          | 1920                     | Indipendente di destra   |                                          | Blocco Nazionale ARD-RI-FR        | XII (1919)                           |
|               |                               | Georges Leygues          | 1920                    | 1921          | PRDS                     | Leygues                  | Blocco Nazionale PRDS-RI-FR              | Alexandre Millerand 1920–1924     | XII (1919)                           |
|               |                               | Aristide Briand          | 1921                    | 1922          | PRS                      | Briand VII               | Blocco Nazionale PRDS-RI-FR              | Alexandre Millerand 1920–1924     | XII (1919)                           |
|               |                               | Raymond Poincaré         | 1922                    | 1924          | PRDS                     | Poincaré II              | Blocco Nazionale PRDS-RI-FR              | Alexandre Millerand 1920–1924     | XII (1919)                           |
| Poincaré III  |                               | Raymond Poincaré         | 1922                    | 1924          | PRDS                     |                          | Blocco Nazionale PRDS-RI-FR              | Alexandre Millerand 1920–1924     | XII (1919)                           |
|               |                               | Frédéric François-Marsal | 1924                    | 1924          | Indipendente             | François-Marsal          | Blocco Nazionale PRDS-FR                 | Alexandre Millerand 1920–1924     | XII (1919)                           |
|               |                               | Édouard Herriot          | 1924                    | 1925          | Partito Radicale         | Herriot I                | Cartello delle Sinistre RRRS-RI-PRS-SFIO | XIII (1924)                       | Gaston Doumergue 1924–1931           |
|               |                               | Paul Painlevé            | 1925                    | 1925          | PRS                      | Painlevé II              | Cartello delle Sinistre RRRS-RI-PRS-SFIO | XIII (1924)                       | Gaston Doumergue 1924–1931           |
| Painlevé III  |                               | Paul Painlevé            | 1925                    | 1925          | PRS                      |                          | Cartello delle Sinistre RRRS-RI-PRS-SFIO | XIII (1924)                       | Gaston Doumergue 1924–1931           |
|               |                               | Aristide Briand          | 1925                    | 1926          | PRS                      | Briand VIII              | Cartello delle Sinistre RRRS-RI-PRS-SFIO | XIII (1924)                       | Gaston Doumergue 1924–1931           |
| Briand IX     |                               | Aristide Briand          | 1925                    | 1926          | PRS                      |                          | Cartello delle Sinistre RRRS-RI-PRS-SFIO | XIII (1924)                       | Gaston Doumergue 1924–1931           |
| Briand X      |                               | Aristide Briand          | 1925                    | 1926          | PRS                      |                          | Cartello delle Sinistre RRRS-RI-PRS-SFIO | XIII (1924)                       | Gaston Doumergue 1924–1931           |
|               |                               | Édouard Herriot          | 1926                    | 1926          | Partito Radicale         | Herriot II               | Cartello delle Sinistre RRRS-RI-PRS-SFIO | XIII (1924)                       | Gaston Doumergue 1924–1931           |
|               |                               | Raymond Poincaré         | 1926                    | 1929          | AD                       | Poincaré IV              | AD-RRRS-RI-PRS-FR                        | XIII (1924)                       | Gaston Doumergue 1924–1931           |
| Poincaré V    | XIV (1928)                    | Raymond Poincaré         | 1926                    | 1929          | AD                       |                          | AD-RRRS-RI-PRS-FR                        |                                   | Gaston Doumergue 1924–1931           |
|               | XIV (1928)                    |                          | Aristide Briand         | 1929          | 1929                     | PRS                      | Briand XI                                | AD-RRRS-RI-PRS-FR                 | Gaston Doumergue 1924–1931           |
|               | XIV (1928)                    |                          | André Tardieu           | 1929          | 1930                     | AD                       | Tardieu I                                | AD-RRRS-RI-PRS-FR                 | Gaston Doumergue 1924–1931           |
|               | XIV (1928)                    |                          | Camille Chautemps       | 1930          | 1930                     | Partito Radicale         | Chautemps I                              | AD-RRRS-RI-PRS-FR                 | Gaston Doumergue 1924–1931           |
|               | XIV (1928)                    |                          | André Tardieu           | 1930          | 1930                     | AD                       | Tardieu II                               | AD-RRRS-RI-PRS-FR                 | Gaston Doumergue 1924–1931           |
|               | XIV (1928)                    |                          | Théodore Steeg          | 1930          | 1931                     | Partito Radicale         | Steeg                                    | AD-RRRS-RI-PRS-FR                 | Gaston Doumergue 1924–1931           |
|               | XIV (1928)                    |                          | Pierre Laval            | 1931          | 1932                     | Indipendente di sinistra | Laval I                                  | AD-RRRS-RI-PRS-FR                 | Gaston Doumergue 1924–1931           |
| Laval II      | XIV (1928)                    | Paul Doumer 1931–1932    | Pierre Laval            | 1931          | 1932                     | Indipendente di sinistra |                                          | AD-RRRS-RI-PRS-FR                 |                                      |
| Laval III     | XIV (1928)                    | Paul Doumer 1931–1932    | Pierre Laval            | 1931          | 1932                     | Indipendente di sinistra |                                          | AD-RRRS-RI-PRS-FR                 |                                      |
|               | XIV (1928)                    | Paul Doumer 1931–1932    |                         | André Tardieu | 1932                     | 1932                     | AD                                       | Tardieu III                       | AD-RRRS-RI-PRS-FR                    |
|               |                               | Édouard Herriot          | 1932                    | 1932          | Partito Radicale         | Herriot III              | RRRS-RI-PRS-PSF-AD                       | XV (1932)                         | Albert Lebrun 1932–1940              |
|               |                               | Joseph Paul-Boncour      | 1932                    | 1933          | PRS                      | Paul-Boncour             | RRRS-RI-PRS-PSF-AD                       | XV (1932)                         | Albert Lebrun 1932–1940              |
|               |                               | Édouard Daladier         | 1933                    | 1933          | Partito Radicale         | Daladier I               | RRRS-RI-PRS-AD                           | XV (1932)                         | Albert Lebrun 1932–1940              |
|               |                               | Albert Sarraut           | 1933                    | 1933          | Partito Radicale         | Sarraut I                | RRRS-RI-PRS-AD                           | XV (1932)                         | Albert Lebrun 1932–1940              |
|               |                               | Camille Chautemps        | 1933                    | 1934          | Partito Radicale         | Chautemps II             | RRRS-RI-PRS-AD                           | XV (1932)                         | Albert Lebrun 1932–1940              |
|               |                               | Édouard Daladier         | 1934                    | 1934          | Partito Radicale         | Daladier II              | RRRS-RI-PRS-AD                           | XV (1932)                         | Albert Lebrun 1932–1940              |
|               |                               | Gaston Doumergue         | 1934                    | 1934          | Partito Radicale         | Doumergue II             | RRRS-RI-PRS-AD-FR                        | XV (1932)                         | Albert Lebrun 1932–1940              |
|               |                               | Pierre-Étienne Flandin   | 1934                    | 1935          | AD                       | Flandin I                | RRRS-RI-PRS-AD-FR                        | XV (1932)                         | Albert Lebrun 1932–1940              |
|               |                               | Fernand Bouisson         | 1935                    | 1935          | PRS                      | Bouisson                 | RRRS-RI-PRS-AD-FR                        | XV (1932)                         | Albert Lebrun 1932–1940              |
|               |                               | Pierre Laval             | 1935                    | 1936          | Indipendente di sinistra | Laval IV                 | RRRS-RI-PRS-AD-FR                        | XV (1932)                         | Albert Lebrun 1932–1940              |
|               |                               | Albert Sarraut           | 1936                    | 1936          | Partito Radicale         | Sarraut II               | RRRS-RI-USR-AD-FR                        | XV (1932)                         | Albert Lebrun 1932–1940              |
|               |                               | Léon Blum                | 1936                    | 1937          | SFIO                     | Blum I                   | Fronte Popolare SFIO-RRRS-USR-PCF        | XVI (1936)                        | Albert Lebrun 1932–1940              |
|               |                               | Camille Chautemps        | 1937                    | 1938          | Partito Radicale         | Chautemps III            | Fronte Popolare SFIO-RRRS-USR-PCF        | XVI (1936)                        | Albert Lebrun 1932–1940              |
| Chautemps IV  |                               | Camille Chautemps        | 1937                    | 1938          | Partito Radicale         |                          | Fronte Popolare SFIO-RRRS-USR-PCF        | XVI (1936)                        | Albert Lebrun 1932–1940              |
|               |                               | Léon Blum                | 1938                    | 1938          | SFIO                     | Blum II                  | Fronte Popolare SFIO-RRRS-USR-PCF        | XVI (1936)                        | Albert Lebrun 1932–1940              |
|               |                               | Édouard Daladier         | 1938                    | 1940          | Partito Radicale         | Daladier III             | RRRS-RI-USR-AD-PDP                       | XVI (1936)                        | Albert Lebrun 1932–1940              |
| Daladier IV   |                               | Édouard Daladier         | 1938                    | 1940          | Partito Radicale         |                          | RRRS-RI-USR-AD-PDP                       | XVI (1936)                        | Albert Lebrun 1932–1940              |
| Daladier V    |                               | Édouard Daladier         | 1938                    | 1940          | Partito Radicale         |                          | RRRS-RI-USR-AD-PDP                       | XVI (1936)                        | Albert Lebrun 1932–1940              |
|               |                               | Paul Reynaud             | 1940                    | 1940          | AD                       | Reynaud                  | RRRS-RI-USR-AD-PDP-SFIO                  | XVI (1936)                        | Albert Lebrun 1932–1940              |
|               |                               | Philippe Pétain          | 1940                    | 1940          | Indipendente             | Pétain                   | RRRS-RI-USR-AD-PDP-SFIO                  | XVI (1936)                        | Albert Lebrun 1932–1940              |

## Capi del governo durante il Regime di Vichy
| Ritratto | Nome                   | Mandato          | Mandato          | Titolo ufficiale                                                        | Governo    | Capo di Stato             |
| Ritratto | Nome                   | Inizio           | Fine             | Titolo ufficiale                                                        | Governo    | Capo di Stato             |
| -------- | ---------------------- | ---------------- | ---------------- | ----------------------------------------------------------------------- | ---------- | ------------------------- |
|          | Pierre Laval           | 10 luglio 1940   | 13 dicembre 1940 | Vicepresidente del consiglio dei ministri (Presidente: Philippe Pétain) | Laval V    | Philippe Pétain 1940–1944 |
|          | Pierre-Étienne Flandin | 13 dicembre 1940 | 9 febbraio 1941  | Vicepresidente del consiglio dei ministri (Presidente: Philippe Pétain) | Flandin II | Philippe Pétain 1940–1944 |
|          | François Darlan        | 9 febbraio 1941  | 18 aprile 1942   | Vicepresidente del consiglio dei ministri (Presidente: Philippe Pétain) | Darlan     | Philippe Pétain 1940–1944 |
|          | Pierre Laval           | 18 aprile 1942   | 19 agosto 1944   | Capo del governo                                                        | Laval VI   | Philippe Pétain 1940–1944 |

## Presidenti del Governo provvisorio della Repubblica francese
| Ritratto     | Ritratto          | Nome              | Mandato          | Mandato          | Partito      | Governo                        | Governo               | Legislatura                     |
| Ritratto     | Ritratto          | Nome              | Inizio           | Fine             | Partito      | Governo                        | Governo               | Legislatura                     |
| ------------ | ----------------- | ----------------- | ---------------- | ---------------- | ------------ | ------------------------------ | --------------------- | ------------------------------- |
|              |                   | Charles de Gaulle | 3 luglio 1944    | 20 gennaio 1946  | Indipendente | de Gaulle I                    | MRP-SFIO-PRS-UDSR-PCF | Assemblea Provvisoria           |
| de Gaulle II | MRP-SFIO-UDSR-PCF | Charles de Gaulle | 3 luglio 1944    | 20 gennaio 1946  | Indipendente | I Assemblea Costituente (1945) |                       |                                 |
|              |                   | Félix Gouin       | 26 gennaio 1946  | 24 giugno 1946   | SFIO         | I Assemblea Costituente (1945) | Gouin                 | MRP-SFIO-PCF                    |
|              |                   | Georges Bidault   | 24 giugno 1946   | 16 dicembre 1946 | MRP          | Bidault I                      | MRP-SFIO-PCF          | II Assemblea Costituente (1946) |
|              |                   | Léon Blum         | 16 dicembre 1946 | 22 gennaio 1947  | SFIO         | Blum III                       | MRP-SFIO              | I (1946)                        |

## Presidenti del Consiglio della Quarta Repubblica
| Ritratto        | Ritratto         | Nome                     | Mandato           | Mandato                       | Partito           | Governo      | Governo                              | Legislatura                            | Presidente                           |
| Ritratto        | Ritratto         | Nome                     | Inizio            | Fine                          | Partito           | Governo      | Governo                              | Legislatura                            | Presidente                           |
| --------------- | ---------------- | ------------------------ | ----------------- | ----------------------------- | ----------------- | ------------ | ------------------------------------ | -------------------------------------- | ------------------------------------ |
|                 |                  | Paul Ramadier            | 22 gennaio 1947   | 22 ottobre 1947               | SFIO              | Ramadier I   | Tripartismo MRP-SFIO-PCF             | I (1946)                               | Vincent Auriol 1947–1954             |
| 22 ottobre 1947 | 19 novembre 1947 | Paul Ramadier            | Ramadier II       | Terza Forza MRP-SFIO-PRS-UDSR | SFIO              |              |                                      | I (1946)                               | Vincent Auriol 1947–1954             |
|                 |                  | Robert Schuman           | 24 novembre 1947  | 19 luglio 1948                | MRP               | Schuman I    | Terza Forza MRP-SFIO-PRS-UDSR        | I (1946)                               | Vincent Auriol 1947–1954             |
|                 |                  | André Marie              | 26 luglio 1948    | 28 agosto 1948                | PRS               | Marie        | Terza Forza MRP-SFIO-PRS-UDSR        | I (1946)                               | Vincent Auriol 1947–1954             |
|                 |                  | Robert Schuman           | 5 settembre 1948  | 7 settembre 1948              | MRP               | Schuman II   | Terza Forza MRP-SFIO-PRS             | I (1946)                               | Vincent Auriol 1947–1954             |
|                 |                  | Henri Queuille           | 11 settembre 1948 | 5 ottobre 1949                | PRS               | Queuille I   | Terza Forza MRP-SFIO-PRS-UDSR-CNIP   | I (1946)                               | Vincent Auriol 1947–1954             |
|                 |                  | Georges Bidault          | 28 ottobre 1949   | 7 febbraio 1950               | MRP               | Bidault II   | Terza Forza MRP-SFIO-PRS-UDSR-CNIP   | I (1946)                               | Vincent Auriol 1947–1954             |
| 7 febbraio 1950 | 24 giugno 1950   | Georges Bidault          | Bidault III       |                               | MRP               |              | Terza Forza MRP-SFIO-PRS-UDSR-CNIP   | I (1946)                               | Vincent Auriol 1947–1954             |
|                 |                  | Henri Queuille           | 2 luglio 1950     | 4 luglio 1950                 | PRS               | Queuille II  | Terza Forza MRP-PRS-UDSR-CNIP        | I (1946)                               | Vincent Auriol 1947–1954             |
|                 |                  | René Pleven              | 12 luglio 1950    | 28 febbraio 1951              | UDSR              | Pleven I     | Terza Forza MRP-SFIO-PRS-UDSR-CNIP   | I (1946)                               | Vincent Auriol 1947–1954             |
|                 |                  | Henri Queuille           | 10 marzo 1951     | 10 luglio 1951                | PRS               | Queuille III | Terza Forza MRP-SFIO-PRS-UDSR-CNIP   | I (1946)                               | Vincent Auriol 1947–1954             |
|                 |                  | René Pleven              | 11 agosto 1951    | 17 gennaio 1952               | UDSR              | Pleven II    | Centro-destra MRP-PRS-UDSR-CNIP      | II (1951)                              | Vincent Auriol 1947–1954             |
|                 |                  | Edgar Faure              | 20 gennaio 1952   | 29 febbraio 1952              | PRS               | Faure I      | Centro-destra MRP-PRS-UDSR-CNIP      | II (1951)                              | Vincent Auriol 1947–1954             |
|                 |                  | Antoine Pinay            | 8 marzo 1952      | 22 dicembre 1952              | CNIP              | Pinay        | Centro-destra MRP-PRS-UDSR-CNIP      | II (1951)                              | Vincent Auriol 1947–1954             |
|                 |                  | René Mayer               | 8 gennaio 1953    | 21 maggio 1953                | PRS               | Mayer        | Centro-destra MRP-PRS-CNIP           | II (1951)                              | Vincent Auriol 1947–1954             |
|                 |                  | Joseph Laniel            | 28 giugno 1953    | 16 gennaio 1954               | CNIP              | Laniel I     | Centro-destra MRP-PRS-UDSR-CNIP-URAS | II (1951)                              | Vincent Auriol 1947–1954             |
| 16 gennaio 1954 | 12 giugno 1954   | Joseph Laniel            | Laniel II         | René Coty 1954–1959           | CNIP              |              | Centro-destra MRP-PRS-UDSR-CNIP-URAS | II (1951)                              |                                      |
|                 |                  | Pierre Mendès France     | 19 giugno 1954    | René Coty 1954–1959           | 4 febbraio 1955   | PRS          | Mendès France                        | II (1951)                              | Centro-destra MRP-PRS-UDSR-CNIP-URAS |
|                 |                  | Edgar Faure              | 23 febbraio 1955  | René Coty 1954–1959           | 24 gennaio 1956   | PRS          | Faure II                             | II (1951)                              | Centro-destra MRP-PRS-UDSR-CNIP-URAS |
|                 |                  | Guy Mollet               | 1º febbraio 1956  | René Coty 1954–1959           | 21 maggio 1957    | SFIO         | Mollet                               | Fronte Repubblicano SFIO-PRS-UDSR-CNRS | III (1956)                           |
|                 |                  | Maurice Bourgès-Maunoury | 13 giugno 1957    | René Coty 1954–1959           | 30 settembre 1957 | PRS          | Bourgès-Maunoury                     | Fronte Repubblicano SFIO-PRS-UDSR-CNRS | III (1956)                           |
|                 |                  | Félix Gaillard           | 6 novembre 1957   | René Coty 1954–1959           | 15 aprile 1958    | PRS          | Gaillard                             | MRP-SFIO-PRS-UDSR-CNIP                 | III (1956)                           |
|                 |                  | Pierre Pflimlin          | 14 maggio 1958    | René Coty 1954–1959           | 28 maggio 1958    | MRP          | Pflimlin                             | MRP-SFIO-PRS-UDSR-CNIP-URAS            | III (1956)                           |
|                 |                  | Charles de Gaulle        | 1º giugno 1958    | René Coty 1954–1959           | 8 gennaio 1959    | UNR          | de Gaulle III                        | MRP-SFIO-PRS-UDSR-CNIP-URAS/UNR        | III (1956)                           |

## Primi ministri della Quinta Repubblica
| Ritratto         | Ritratto         | Nome                                  | Mandato          | Mandato             | Partito          | Governo       | Governo             | Legislatura              | Presidente                           |
| Ritratto         | Ritratto         | Nome                                  | Inizio           | Fine                | Partito          | Governo       | Governo             | Legislatura              | Presidente                           |
| ---------------- | ---------------- | ------------------------------------- | ---------------- | ------------------- | ---------------- | ------------- | ------------------- | ------------------------ | ------------------------------------ |
|                  |                  | Michel Debré (1912–1996)              | 8 gennaio 1959   | 14 aprile 1962      | UNR              | Debré         | UNR-MRP-CNIP        | I (1958)                 | Charles de Gaulle (1959–1969)        |
|                  |                  | Georges Pompidou (1911–1974)          | 14 aprile 1962   | 7 dicembre 1962     | UNR              | Pompidou I    | UNR-MRP-UDT         | I (1958)                 | Charles de Gaulle (1959–1969)        |
| 7 dicembre 1962  | 8 gennaio 1966   | Georges Pompidou (1911–1974)          | Pompidou II      | UNR-UDT-RI          | UNR              | II (1962)     |                     |                          | Charles de Gaulle (1959–1969)        |
| 8 gennaio 1966   | 1º aprile 1967   | Georges Pompidou (1911–1974)          | Pompidou III     | UNR-UDT-FNRI        | UNR              | II (1962)     |                     |                          | Charles de Gaulle (1959–1969)        |
| 15 aprile 1967   | 10 luglio 1968   | Georges Pompidou (1911–1974)          | Pompidou IV      | UNR-FNRI            | UNR              | III (1967)    |                     |                          | Charles de Gaulle (1959–1969)        |
|                  |                  | Maurice Couve de Murville (1907–1999) | 10 luglio 1968   | 20 giugno 1969      | UDR              | de Murville   | UDR-FNRI            | IV (1968)                | Charles de Gaulle (1959–1969)        |
|                  |                  | Jacques Chaban-Delmas (1915–2000)     | 20 giugno 1969   | 6 luglio 1972       | UDR              | Chaban-Delmas | UDR-PDM-FNRI        | IV (1968)                | Georges Pompidou (1969–1974)         |
|                  |                  | Pierre Messmer (1916–2007)            | 6 luglio 1972    | 5 aprile 1973       | UDR              | Messmer I     | UDR-PDM-FNRI        | IV (1968)                | Georges Pompidou (1969–1974)         |
| 5 aprile 1973    | 1º marzo 1974    | Pierre Messmer (1916–2007)            | Messmer II       | UDR-CDP-FNRI        | UDR              | V (1973)      |                     |                          | Georges Pompidou (1969–1974)         |
| 1º marzo 1974    | 27 maggio 1974   | Pierre Messmer (1916–2007)            | Messmer III      | UDR-CDP-FNRI        | UDR              | V (1973)      |                     |                          | Georges Pompidou (1969–1974)         |
|                  |                  | Jacques Chirac (1932–2019)            | 27 maggio 1974   | 26 agosto 1976      | UDR              | V (1973)      | Chirac I            | UDR-CDP-FNRI-PR          | Valéry Giscard d'Estaing (1974–1981) |
|                  |                  | Raymond Barre (1924–2007)             | 26 agosto 1976   | 29 marzo 1977       | UDF              | V (1973)      | Barre I             | FNRI-RPR-CDS-PR          | Valéry Giscard d'Estaing (1974–1981) |
| 29 marzo 1977    | 31 marzo 1978    | Raymond Barre (1924–2007)             | Barre II         | FNRI-RPR-CDS-PR     | UDF              | V (1973)      |                     |                          | Valéry Giscard d'Estaing (1974–1981) |
| 31 marzo 1978    | 21 maggio 1981   | Raymond Barre (1924–2007)             | Barre III        | UDF-RPR             | UDF              | VI (1978)     |                     |                          | Valéry Giscard d'Estaing (1974–1981) |
|                  |                  | Pierre Mauroy (1928–2013)             | 21 maggio 1981   | 23 giugno 1981      | PS               | VI (1978)     | Mauroy I            | PS-MRG-PCF               | François Mitterrand (1981–1995)      |
| 23 giugno 1981   | 23 marzo 1983    | Pierre Mauroy (1928–2013)             | Mauroy II        | PS-MRG-PCF          | PS               | VII (1981)    |                     |                          | François Mitterrand (1981–1995)      |
| 23 marzo 1983    | 17 luglio 1984   | Pierre Mauroy (1928–2013)             | Mauroy III       | PS-MRG-PCF          | PS               | VII (1981)    |                     |                          | François Mitterrand (1981–1995)      |
|                  |                  | Laurent Fabius (1946)                 | 17 luglio 1984   | 20 marzo 1986       | PS               | VII (1981)    | Fabius              | PS-MRG                   | François Mitterrand (1981–1995)      |
|                  |                  | Jacques Chirac (1932–2019)            | 20 marzo 1986    | 10 maggio 1988      | RPR              | Chirac II     | RPR-UDF             | VIII (1986)              | François Mitterrand (1981–1995)      |
|                  |                  | Michel Rocard (1930–2016)             | 10 maggio 1988   | 22 giugno 1988      | PS               | Rocard I      | PS-MRG              | VIII (1986)              | François Mitterrand (1981–1995)      |
| 23 giugno 1988   | 15 maggio 1991   | Michel Rocard (1930–2016)             | Rocard II        | PS-MRG-UDC          | PS               | IX (1988)     |                     |                          | François Mitterrand (1981–1995)      |
|                  |                  | Édith Cresson (1934)                  | 15 maggio 1991   | 2 aprile 1992       | PS               | IX (1988)     | Cresson             | PS-MRG-MDR               | François Mitterrand (1981–1995)      |
|                  |                  | Pierre Bérégovoy (1925–1993)          | 2 aprile 1992    | 29 marzo 1993       | PS               | IX (1988)     | Bérégovoy           | PS-MRG-MDR               | François Mitterrand (1981–1995)      |
|                  |                  | Édouard Balladur (1929)               | 29 marzo 1993    | 18 maggio 1995      | RPR              | Balladur      | RPR-UDF             | X (1993)                 | François Mitterrand (1981–1995)      |
|                  |                  | Alain Juppé (1945)                    | 18 maggio 1995   | 7 novembre 1995     | RPR              | Juppé I       | RPR-UDF             | X (1993)                 | Jacques Chirac (1995–2007)           |
| 7 novembre 1995  | 3 giugno 1997    | Alain Juppé (1945)                    | Juppé II         | RPR-UDF             | RPR              |               |                     | X (1993)                 | Jacques Chirac (1995–2007)           |
|                  |                  | Lionel Jospin (1937)                  | 3 giugno 1997    | 6 maggio 2002       | PS               | Jospin        | PS-PRG-PCF-MDC-LV   | XI (1997)                | Jacques Chirac (1995–2007)           |
|                  |                  | Jean-Pierre Raffarin (1948)           | 6 maggio 2002    | 17 giugno 2002      | DL UMP           | Raffarin I    | RPR-UDF-DL-PR       | XI (1997)                | Jacques Chirac (1995–2007)           |
| 17 giugno 2002   | 30 marzo 2004    | Jean-Pierre Raffarin (1948)           | Raffarin II      | UMP-UDF             | DL UMP           | XII (2002)    |                     |                          | Jacques Chirac (1995–2007)           |
| 31 marzo 2004    | 31 maggio 2005   | Jean-Pierre Raffarin (1948)           | Raffarin III     | UMP-UDF             | DL UMP           | XII (2002)    |                     |                          | Jacques Chirac (1995–2007)           |
|                  |                  | Dominique de Villepin (1953)          | 31 maggio 2005   | 17 maggio 2007      | UMP              | XII (2002)    | de Villepin         | UMP-UDF                  | Jacques Chirac (1995–2007)           |
|                  |                  | François Fillon (1954)                | 17 maggio 2007   | 18 giugno 2007      | UMP              | XII (2002)    | Fillon I            | UMP-NC                   | Nicolas Sarkozy (2007–2012)          |
| 19 giugno 2007   | 13 novembre 2010 | François Fillon (1954)                | Fillon II        | UMP-NC              | UMP              | XIII (2007)   |                     |                          | Nicolas Sarkozy (2007–2012)          |
| 13 novembre 2010 | 15 maggio 2012   | François Fillon (1954)                | Fillon III       | UMP-NC              | UMP              | XIII (2007)   |                     |                          | Nicolas Sarkozy (2007–2012)          |
|                  |                  | Jean-Marc Ayrault (1950)              | 15 maggio 2012   | 18 giugno 2012      | PS               | XIII (2007)   | Ayrault I           | PS-PRG-EELV              | François Hollande (2012–2017)        |
| 18 giugno 2012   | 31 marzo 2014    | Jean-Marc Ayrault (1950)              | Ayrault II       | PS-PRG-EELV         | PS               | XIV (2012)    |                     |                          | François Hollande (2012–2017)        |
|                  |                  | Manuel Valls (1962)                   | 31 marzo 2014    | 25 agosto 2014      | PS               | XIV (2012)    | Valls I             | PS-PRG                   | François Hollande (2012–2017)        |
| 25 agosto 2014   | 6 dicembre 2016  | Manuel Valls (1962)                   | Valls II         | PS-PRG              | PS               | XIV (2012)    |                     |                          | François Hollande (2012–2017)        |
|                  |                  | Bernard Cazeneuve (1963)              | 6 dicembre 2016  | 15 maggio 2017      | PS               | XIV (2012)    | Cazeneuve           | PS-PRG-UDE               | François Hollande (2012–2017)        |
|                  |                  | Édouard Philippe (1970)               | 15 maggio 2017   | 19 giugno 2017      | DVD              | XIV (2012)    | Philippe I          | EM/LaREM-LR-MoDem-PS-PRG | Emmanuel Macron (2017–)              |
| 19 giugno 2017   | 3 luglio 2020    | Édouard Philippe (1970)               | Philippe II      | LaREM-MoDem-MR-Agir | DVD              | XV (2017)     |                     |                          | Emmanuel Macron (2017–)              |
|                  |                  | Jean Castex (1965)                    | 3 luglio 2020    | 16 maggio 2022      | LaREM            | XV (2017)     | Castex              | LaREM-MoDem-MR-Agir      | Emmanuel Macron (2017–)              |
|                  |                  | Élisabeth Borne (1961)                | 16 maggio 2022   | 4 luglio 2022       | LaREM            | XV (2017)     | Borne               | LaREM-MoDem-MR-Agir      | Emmanuel Macron (2017–)              |
| 4 luglio 2022    | 9 gennaio 2024   | Élisabeth Borne (1961)                | RE               | XVI (2022)          |                  |               | Borne               | LaREM-MoDem-MR-Agir      | Emmanuel Macron (2017–)              |
|                  |                  | Gabriel Attal (1989)                  | 9 gennaio 2024   | XVI (2022)          | 5 settembre 2024 | RE            | Attal               | RE-MoDem-MR              | Emmanuel Macron (2017–)              |
|                  |                  | Michel Barnier (1951)                 | 5 settembre 2024 | 13 dicembre 2024    | LR               | Barnier       | RE-LR-MoDem-UDI-HOR | XVII (2024)              | Emmanuel Macron (2017–)              |
|                  |                  | François Bayrou (1951)                | 13 dicembre 2024 | in carica           | MoDem            | Bayrou        | RE-LR-MoDem-UDI-HOR | XVII (2024)              | Emmanuel Macron (2017–)              |

### Ex primi ministri viventi
| Primo ministro        | Anni di governo | Data di nascita  | Partito |
| --------------------- | --------------- | ---------------- | ------- |
| Laurent Fabius        | 1984–1986       | 20 agosto 1946   | PS      |
| Édith Cresson         | 1991–1992       | 27 gennaio 1934  | PS      |
| Édouard Balladur      | 1993–1995       | 2 maggio 1929    | RPR     |
| Alain Juppé           | 1995–1997       | 15 agosto 1945   | RPR     |
| Lionel Jospin         | 1997–2002       | 12 luglio 1937   | PS      |
| Jean-Pierre Raffarin  | 2002–2005       | 3 agosto 1948    | UMP     |
| Dominique de Villepin | 2005–2007       | 14 novembre 1953 | UMP     |
| François Fillon       | 2007–2012       | 4 marzo 1954     | UMP     |
| Jean-Marc Ayrault     | 2012–2014       | 25 gennaio 1950  | PS      |
| Manuel Valls          | 2014–2016       | 13 agosto 1962   | PS      |
| Bernard Cazeneuve     | 2016–2017       | 2 giugno 1963    | PS      |
| Édouard Philippe      | 2017–2020       | 28 novembre 1970 | LR      |
| Jean Castex           | 2020–2022       | 25 giugno 1965   | LaREM   |
| Élisabeth Borne       | 2022–2024       | 18 aprile 1961   | LaREM   |
| Gabriel Attal         | 2024            | 16 marzo 1989    | RE      |
| Michel Barnier        | 2024            | 9 gennaio 1951   | LR      |